# Język walencki

Lokalizacja Wspólnoty Walenckiej

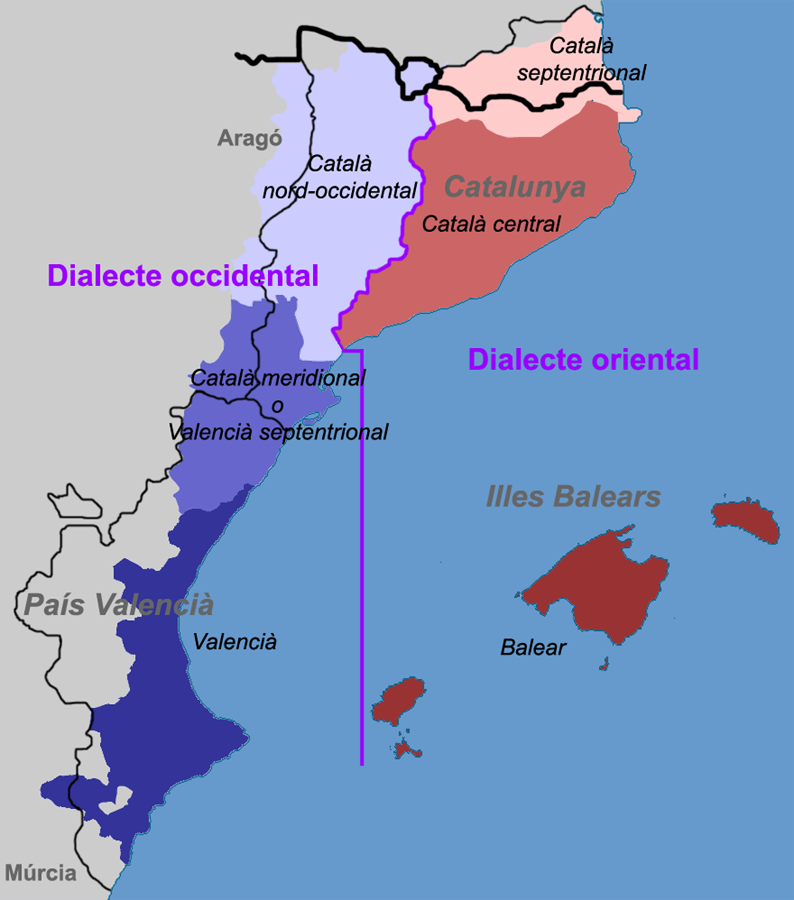
Dialekty języka katalońskiego

Język walencki (llengua valenciana, el valencià) – określenie języka katalońskiego używane we Wspólnocie Walenckiej zgodnie ze statutem autonomii.
Od dawna istnieje spór o charakterze zarówno naukowym, jak i politycznym, na temat odrębności walenckiego. W roku 2005 Walencka Akademia Języka (Acadèmia Valenciana de la Llengua) przychyliła się do zdania dużej większości językoznawców i w oficjalnej wykładni uznała, że „własny i historyczny język Walencjan, z filologicznego punktu widzenia, jest tym samym, który dzielą ze sobą wspólnoty autonomiczne Katalonii i Balearów oraz Księstwo Andory”.
W zakresie polityki już w 1997 r. Trybunał Konstytucyjny Hiszpanii uznał, że uniwersytet w Walencji ma prawo w wewnętrznych stosunkach używać nazwy język kataloński. Ostatecznie rząd Wspólnoty Walenckiej został zmuszony do uznania, w sprawach urzędowych, określeń język kataloński i język walencki za tożsame w roku 2006, w wyniku orzeczenia Sądu Najwyższego. Sąd Najwyższy, rozpatrując skargę na nieuznawanie przez Wspólnotę Walencką dyplomów językowych wydanych w Katalonii i na Balearach, ostatecznie stwierdził, że język walencki i kataloński to ten sam język i jako taki ma być traktowany w stosunkach urzędowych.
Określenie język walencki jest więc urzędowo tożsame z określeniem język kataloński. Natomiast w językoznawstwie używa się go zwykle w węższym znaczeniu dialektu walenckiego na określenie południowego dialektu języka katalońskiego. Dialekt ten płynnie przechodzi w dialekt północno-zachodni, z którym posiada wiele cech wspólnych, a które różnią go wyraźnie od dialektów z grupy wschodniej (środkowego, północnego i balearskiego). Cechy najbardziej widoczne to:
- brak redukcji samogłosek w pozycji atonicznej do [ə],
- obecność samogłoski [e] w wielu pozycjach zamiast wschodniokatalońskiego [ε],
- wymowa [ʤ] zamiast [ʒ] i (nie zawsze) [ʧ] zamiast [ʃ],
- brak zaniku końcowego [ɾ] i (nie zawsze) t, d, p, b,
- trzy stopnie zaimków wskazujących,
- końcówka -e lub -Ø w pierwszej osobie liczby pojedynczej czasu teraźniejszego trybu oznajmującego (zamiast -o),
- końcówki z -e- lub -a- w trybie łączącym  (zamiast końcówek z -i-),
- szereg osobliwości leksykalnych.

W języku tym tworzył Joanot Martorell.